# 田惟祜
田惟祜（1477年—？），原名蔚起，字裕夫，號東源，浙江绍兴府萧山县人，明朝官員。

## 生平
治書經，國子生，弘治十四年（1501年）辛酉科浙江鄉試第一名舉人。正德三年（1508年）戊辰科會試第六十四名，第三甲第一百三十八名進士。官刑部主事。正德十四年（1519年）知德庆州。任內奏免雜稅，潜化恶俗，入祀当地名宦祠。官至廣西潯州府知府。

## 家族
曾祖田伯成。祖父田德芳。父田鑑。母洪氏。具庆下，行五，兄惟祯、惟錫、惟禋、弟惟禄。